# Thibault Balahy
Thibault Balahy, né le 20 novembre 1973 à Saint-Étienne (Loire), est un dessinateur et scénariste de bande dessinée français.

## Biographie
Après un baccalauréat arts plastiques, il entreprend des études d'arts appliqués puis enseigne cette discipline. Il commence dans le dessin de presse pour Toulouse Mag en 2001. Il est sélectionné comme « jeune talent » du Festival international de la bande dessinée d'Angoulême (en 2002, 2003 et 2005). Il se lance dans l'auto-édition en créant la microstructure Atelier Ouroboros en 2005. Il publie L'homme qui cherchait sa tête et Monsieur. Il a participé au site de bande dessinée Grandpapier et à la série Les Autres Gens créée par Thomas Cadène. En 2009, il est publié chez Alain Beaulet avec La boîte.
Thibault Balahy s'intéresse à des projets croisant musique et bande dessinée ; en 2008, alors qu'il est professeur d'arts appliqués au lycée Charles-Coulomb d'Angoulême, il participe en tant que dessinateur au festival « Blues passion » de Cognac et publie ses carnets de croquis dans un blog. En 2011, le dessinateur collabore avec le groupe musical Coup d'Marron afin de sortir à la fois un CD et une bande dessinée issue d'une chanson du CD : Dawson, le nord c'est pas fait pour les chiens,.
En 2013, il est l'initiateur d'un recueil collectif produit par Café Creed et intitulé Art monstre, qui « questionne la figure du monstre dans l'Art ». Avec Loïc Dauvillier au scénario, il adapte en roman graphique le roman d'Olivier Adam Falaises (2005), publié par Olivius en mai 2014, qui attire des critiques positives sur Charente Libre, Le Devoir et La Presse.
En 2016 paraît Il faut fermer le robinet, premier titre adressé à la jeunesse et co-écrit avec Benoît Preteseille, édité par Comme Une Orange puis en 2019, parait la BD Redbone - l'histoire vraie d'un groupe de rock Indien (Steinkis), qui remporte le prix 2019 de la BD aux couleurs du Blues dans le cadre du festival Blues sur Seine et qui est édité en septembre 2020 aux États-Unis par IDW. En 2021, Thibault Balahy est nommé au National Cartoonist Society Reuben Award dans la catégorie Graphic novel 2020 avec la version Américaine de Redbone (Redbone, the true story of a native american  rock band).
Il crée et dirige fin 2022 une revue consacrée au dessin, Oooo la revue qui regarde le dessin. Tirée à 100 exemplaires et imprimée en risographie deux couleurs.

## Publications

### Livres
- 2009 : La boîte, collection petits carnets, édition Alain Beaulet
- 2010 : Dawson, le nord c'est pas fait pour les chiens, Viltis bd
- 2014 : Falaises, librement adapté du roman d'Olivier Adam, scénario de Loïc Dauvillier, collection Olivius, éditions de l'olivier/Cornélius
- 2016 : Il faut fermer le robinet!, livre illustré jeunesse, textes de Benoit Preteseille et dessins de Thibault Balahy, éditions Comme une orange, 2016.
- 2019 : Redbone - l'histoire vraie d'un groupe de rock Indien, sur un scénario de Christian Staebler et Sonia Paoloni, éditions Steinkis, janvier 2019.

### Ouvrages collectifs
- 2009 : Choco creed 7, édition Café Creed.  (ISBN 9782844930507)
- 2010 : Le cheval de quatre, numéro 8, recyclage, 2010.
- 2012 : Invisibles, affiches de films inachevés, édition Café Creed
- 2012 : Les autres gens, tome 5, éditions Dupuis
- 2013 : David Lynch, je ne suis pas un monstre dans Art monstre, 22 auteurs questionnent la figure du monstre dans l'art, édition Café Creed, janvier 2013.
- 2013 : Les autres gens, tome 12, 13, éditions Dupuis
- 2014 : Les autres gens, tome 14, 15, éditions Dupuis
- 2014 : Les autres gens, tome 16, 17,18, éditions Dupuis
- 2019 : Chorégraphie, de la valse aux convulsions, éditions café creed
- 2021 : Wes in town, un tournage à Angoulême. Éditions Makisapa.
- 2022 : Oooo, la revue qui regarde le dessin numéro zéro, décembre 2022, collectif de dessinateurs, atelier Ouroboros.
- 2023 : Oooo, la revue qui regarde le dessin numéro un, avril 2023, collectif de dessinateurs, atelier Ouroboros. Numéro deux en novembre 2023.
- 2024 : Oooo, la revue qui regarde le dessin numéro trois, mai 2024, atelier Ouroboros. Numéro quatre en novembre 2024.
- 2025 : In vino fabulas, éditions café creed.

### Ouvrages auto-édités
- L'homme qui cherchait sa tête, atelier Ouroboros, 2007
- Monsieur, atelier Ouroboros, 2009
- «il», auto édition du Philippe Book Club, 2015. Un recueil de faits divers compilés par Philippe Guerry et illustrés par Thibault Balahy.
- « Marcher 1, A line made by living », atelier Ouroboros, juin 2022.
- « Marcher 2, Je suis la poussière », atelier Ouroboros, juillet 2022.
- « Marcher 3, Nevermore », atelier Ouroboros, octobre 2022.
- « Marcher 4, Tout est déjà là », atelier Ouroboros, mai 2023.
- « Marcher 5, Pour que brille le soleil », atelier Ouroboros, octobre 2023.
- « Marcher 6, La Terre Gaste», atelier Ouroboros, mai 2024.
- «Horizon», récit muet de 224 pages découpé en 8 carnets, format 10x14 cm, atelier Ouroboros, juillet 2024.
- « Marcher 7, Koyaanisqatsi », atelier Ouroboros, mars 2025.

## Expositions et projets artistiques
(décembre 2018).
- Exposition collective de mail art « souvenirs de vacances », galerie L'art de rien, septembre 2008 ;
- Reportage sérigraphié (en collaboration avec le labo sérigraphique de la Fanzino) pour les Expressifs de Poitiers, 2008 ;
- Exposition collective « Rock art » dans le cadre du festival Rock en Seine, 2009 ;
- Exposition « Café frappé » avec le collectif Café Creed pendant le festival de la bande dessinée d'Angoulême, 2010 ;
- Résidence au carré Amelot (La Rochelle) pour le spectacle « Dawson » avec le groupe Coup d'marron, première programmée lors des chantiers des Francofolies, 2011 ;
- Exposition « Luxe et beauté », sérigraphies par l'atelier du Gratin, Cité internationale de la bande dessinée et de l'image, Angoulême, 2012 ;
- Exposition « Invisibles », avec le collectif Café creed, FIBD, 2012 ;
- Exposition « Art monstre », avec le collectif Café creed, FIBD, 2013 ;
- Exposition « Redbone », dans le cadre de "Musiques d'automne", centre culturel Simone Signoret, Château Arnoux, octobre 2019.
- Exposition Chorégraphie, avec le collectif café creed médiathèque de Saint Yrieix, dans le cadre de bd 2020.
- Exposition Wes in town, collectif de 12 auteurs Angoumoisins  avec Makisapa éditions, cité de la bande dessinée, 2021.
- Exposition Marcher, un artiste en marche, un fanzine qui chemine, espace Le Bêta, pendant le Festival international de la bd à Angoulême, janvier 2024.